# Maximiliano Caire
Maximiliano Caire (Villa Elisa, Entre Ríos, Argentina; 12 de julio de 1988) es un futbolista argentino naturalizado boliviano. Juega de defensor lateral y su equipo actual es Oriente Petrolero de la Primera División de Bolivia

## Trayectoria
Se inició en las divisiones inferiores del Club Almagro de la provincia de Buenos Aires, debutando el 15 de septiembre de 2007 vs San Martin de Tucumán por la Primera B Nacional. En agosto de 2008 fue transferido al Nástic de Tarragona español, a préstamo con opción de compra. No llegó a debutar con el primer equipo, y en julio de 2009 fue transferido al Club Atlético Colón de la Primera División de Argentina. El 29 de noviembre de 2013 en un partido entre el sabalero y Vélez Sarfield, el defensor se rompió los ligamentos cruzados, lesión que lo obligó a alejarse de las canchas hasta el fin de la temporada 2013-14. En julio de 2014 al recuperase de su lesión, no decidió renovar su contrato con Colón para sumarse al plantel de Patronato cedido por seis meses para disputar la Primera B Nacional. Al finalizar su contrato con el patrón y tras una larga inactividad de siete meses, en julio de 2015 se incorpora a las filas de Sarmiento de Junín para jugar la segunda etapa del Campeonato de Primera División. En julio de 2016 al quedar libre en el kiwi es contratado por un año con opción de compra por Vélez Sarfield.

En 2021 llega al Club Deportivo Oriente Petrolero donde al principio del campeonato no logró resaltar y a mitad de campeonato logra consolidarse en el equipo titular ayudando de manera defensiva y ofensiva aportando con jugadas importantes. El Dt Erwin Platini Sanchez lo invita a renovar para encarar la gestión 2022.

## Selección nacional
Ha sido convocado por la Selección de fútbol de Argentina para disputar el partido de vuelta del Superclásico de las Américas de 2012 contra la Selección de Brasil. Debió suspenderse el 3 de octubre en Resistencia, Chaco, debido a un problema con la energía eléctrica. Pero ese mismo día, la Asociación del Fútbol Argentino definió que finalmente se jugará el 21 de noviembre, en La Bombonera.

## Estadísticas
- Actualizado el 29 de octubre de 2019

| Club                            | Temporada           | Liga  | Liga  | Liga   | Copa Nacional | Copa Nacional | Copa Nacional | Copa Internacional | Copa Internacional | Copa Internacional | Total | Total | Total  |
| Club                            | Temporada           | Part. | Goles | Asist. | Part.         | Goles         | Asist.        | Part.              | Goles              | Asist.             | Part. | Goles | Asist. |
| ------------------------------- | ------------------- | ----- | ----- | ------ | ------------- | ------------- | ------------- | ------------------ | ------------------ | ------------------ | ----- | ----- | ------ |
| Almagro Argentina               |                     |       |       |        |               |               |               |                    |                    |                    |       |       |        |
| 2007-08                         | 12                  | 1     | 0     | -      | -             | -             | -             | -                  | -                  | 12                 | 1     | 0     |        |
| Total                           | 12                  | 1     | 0     | -      | -             | -             | -             | -                  | -                  | 12                 | 1     | 0     |        |
| Gimnàstic de Tarragona · España |                     |       |       |        |               |               |               |                    |                    |                    |       |       |        |
| 2008-09                         | 1                   | 0     | 0     | -      | -             | -             | -             | -                  | -                  | 1                  | 0     | 0     |        |
| Total                           | 1                   | 0     | 0     | -      | -             | -             | -             | -                  | -                  | 1                  | 0     | 0     |        |
| Colón Argentina                 |                     |       |       |        |               |               |               |                    |                    |                    |       |       |        |
| 2009-10                         | 13                  | 0     | 1     | -      | -             | -             | -             | -                  | -                  | 13                 | 0     | 1     |        |
| 2010-11                         | 4                   | 0     | 1     | -      | -             | -             | -             | -                  | -                  | 4                  | 0     | 1     |        |
| 2011-12                         | 17                  | 0     | 2     | 1      | 0             | 0             | -             | -                  | -                  | 18                 | 0     | 2     |        |
| 2012-13                         | 28                  | 1     | 2     | 1      | 0             | 0             | 4             | 0                  | 0                  | 33                 | 1     | 2     |        |
| 2013-14                         | 6                   | 0     | 0     | -      | -             | -             | -             | -                  | -                  | 6                  | 0     | 0     |        |
| Total                           | 68                  | 1     | 6     | 2      | 0             | 0             | 4             | 0                  | 0                  | 74                 | 1     | 6     |        |
| Patronato Argentina             |                     |       |       |        |               |               |               |                    |                    |                    |       |       |        |
| 2014                            | 17                  | 1     | 0     | -      | -             | -             | -             | -                  | -                  | 17                 | 1     | 0     |        |
| Total                           | 17                  | 1     | 0     | -      | -             | -             | -             | -                  | -                  | 17                 | 1     | 0     |        |
| Sarmiento Argentina             |                     |       |       |        |               |               |               |                    |                    |                    |       |       |        |
| 2015                            | 4                   | 0     | 2     | -      | -             | -             | -             | -                  | -                  | 4                  | 0     | 2     |        |
| 2016                            | 13                  | 0     | 0     | -      | -             | -             | -             | -                  | -                  | 13                 | 0     | 0     |        |
| Total                           | 17                  | 0     | 2     | -      | -             | -             | -             | -                  | -                  | 17                 | 0     | 2     |        |
| Vélez Sarsfield Argentina       |                     |       |       |        |               |               |               |                    |                    |                    |       |       |        |
| 2016-17                         | 20                  | 1     | 2     | 1      | 0             | 0             | -             | -                  | -                  | 21                 | 1     | 2     |        |
| Total                           | 20                  | 1     | 2     | 1      | 0             | 0             | -             | -                  | -                  | 21                 | 1     | 2     |        |
| Tigre Argentina                 |                     |       |       |        |               |               |               |                    |                    |                    |       |       |        |
| 2017-18                         | 16                  | 1     | 1     | -      | -             | -             | -             | -                  | -                  | 16                 | 1     | 1     |        |
| 2018                            | 7                   | 0     | 0     | 1      | 0             | 0             | -             | -                  | -                  | 8                  | 0     | 0     |        |
| Total                           | 23                  | 1     | 1     | 1      | 0             | 0             | -             | -                  | -                  | 24                 | 1     | 1     |        |
| Defensa y Justicia Argentina    |                     |       |       |        |               |               |               |                    |                    |                    |       |       |        |
| 2019                            | 0                   | 0     | 0     | 2      | 0             | 0             | 0             | 0                  | 0                  | 2                  | 0     | 0     |        |
| Total                           | 0                   | 0     | 0     | 2      | 0             | 0             | 0             | 0                  | 0                  | 2                  | 0     | 0     |        |
| Gimnasia (LP) Argentina         |                     |       |       |        |               |               |               |                    |                    |                    |       |       |        |
| 2019-20                         | 16                  | 1     | 0     | 1      | 0             | 0             | -             | -                  | -                  | 17                 | 1     | 0     |        |
| Total                           | 16                  | 1     | 0     | 1      | 0             | 0             | 0             | 0                  | 0                  | 17                 | 1     | 0     |        |
| Oriente Petrolero · Bolivia     |                     |       |       |        |               |               |               |                    |                    |                    |       |       |        |
| 2020                            | 0                   | 0     | 0     | 0      | 0             | 0             | -             | -                  | -                  | 0                  | 0     | 0     |        |
| Total                           | 17                  | 2     | 1     | 0      | 0             | 0             | 0             | 0                  | 0                  | 17                 | 2     | 1     |        |
| Total en su carrera             | Total en su carrera | 179   | 8     | 14     | 6             | 0             | 0             | 4                  | 0                  | 0                  | 189   | 8     | 14     |